# 大韓毎日申報
大韓毎日申報（だいかんまいにちしんぽう）は、大韓帝国期の新聞。

## 概要
1904年7月にイギリス人のアーネスト・ベッセルと韓国人の梁起鐸によって創刊され、朴殷植・申采浩とともに日本の朝鮮侵略を批判して愛国啓蒙運動を推進した。1905年には英語版も発行。
当初はベッセルも経営に携わったが名義だけを残し梁の単独経営になった。
韓国統監府は弾圧を図ったものの、社長が外国人のため治外法権により対応に苦慮。1908年になってイギリスへの働きかけが成功してベッセルを上海に追放すると、梁らを逮捕して弾圧を加えた。
1910年に日韓併合が実現すると、朝鮮総督府は直ちに大韓毎日申報を買収し、「毎日申報」と改題して総督府の機関紙とした。